# 国民議会 (アゼルバイジャン)
国民議会（こくみんぎかい、アゼルバイジャン語: Milli Məclis）は、アゼルバイジャンの立法府である。ミリー・メジリスとも。

## 概要
一院制、定数125、任期5年。
単純小選挙区制により選出。